# Wippenkausen
Wippenkausen ist eine Ortschaft in der Stadt Waldbröl im Oberbergischen Kreis im südlichen Nordrhein-Westfalen (Deutschland) innerhalb des Regierungsbezirks Köln.

## Lage und Beschreibung
Der Ort liegt ca. 8,5 km südwestlich vom Stadtzentrum entfernt. Nachbarorte sind Neuenhähnen, Geilenkausen und Bladersbach.

## Geschichte
Um das Jahr 1600 wurde der Ort das erste Mal urkundlich erwähnt. Die Schreibweise der Erstnennung lautet Wippenkausen.
Am 26. November 1980 stürzte hier eine Sikorsky CH-53 (Kennziffer 84+81) des Heeresfliegerregiments 15 aus Rheine ab. Die Besatzung kam dabei ums Leben.